# Horst Wünsch
Horst Wünsch (* 29. Mai 1934 in Graz; † 4. Dezember 2016 ebenda) war ein österreichischer Jurist und Hochschullehrer. Von 1968 bis 2001 war er der Vorstand des Instituts für Handels- und Wertpapierrecht der Karl-Franzens-Universität Graz. Von 1983 bis 1988 gehörte er zum Grazer Gemeinderat und wirkte als solcher unter anderem im Finanzbereich (Voranschlags- und Kulturausschuss).

## Leben
Horst Wünsch wurde am 29. Mai 1934 in Graz geboren, wo er auch aufwuchs und seine Schulbildung erhielt. Nach Besuch der Volksschule ging er ans Bundesrealgymnasium Lichtenfelsgasse, wo er im Jahre 1952 seine Matura ablegte. In weiterer Folge studierte er an der Universität Graz Rechtswissenschaft und begann daraufhin auch noch ein Studium der Staatswissenschaften. Im November 1956 erhielt er seinen ersten Doktortitel; ein Jahr später promovierte er zum zweiten Mal zum Doktor. Nach der Ableistung seines Gerichtsjahres in seiner Heimatstadt arbeitete er von 1960 bis 1968 als Universitätsassistent am Institut für Zivilprozessrecht und Handels- und Arbeitsrecht an seiner Alma Mater. In diesem Zeitraum wurde er 1965 mit dem Theodor-Körner-Preis ausgezeichnet; 1967 erhielt er den Kardinal-Innitzer-Preis. Am 29. November 1968 wurde der damals 34-Jährige zum ordentlichen Universitätsprofessor berufen und war in weiterer Folge über drei Jahrzehnte lang als Vorstand des Institutes für Handels- und Wertpapierrechtes der Universität Graz tätig, ehe er 2001 in den Ruhestand ging. Von 1975 bis 1977 trat er zudem als Dekan der Rechtswissenschaftlichen Fakultät in Erscheinung und war als Baubeauftragter der Fakultät maßgeblich an der Planung und Umsetzung des ReSoWi-Zentrums in Graz beteiligt.
Parallel zu seiner akademischen Laufbahn war er ab 1978 ein Mitglied des wissenschaftlichen Beirates des außeruniversitären Forschungsinstitutes für Sparkassenwesen in Graz und stieg bereits ein Jahr später zum Vorstand genannten Beirates auf. Des Weiteren wirkte er von 1983 bis 1988 als Lokalpolitiker im Grazer Gemeinderat, war als solcher unter anderem im Finanzbereich tätig und gehörte dem Voranschlags- und Kulturausschuss an. Bereits im Jahre 1981 wurde dem Autor des einzigen Österreichischen Handbuches über Handelsrecht in vier Bänden für seine umfangreiche wissenschaftliche Tätigkeit das Österreichische Ehrenkreuz für Wissenschaft und Kunst I. Klasse verliehen. Im Jahre 1992 wurde Wünsch zum Landesaufsichtsrat der Landes-Hypothekenbank Steiermark bestellt und blieb in dieser Position bis 2004 erhalten. Von 1989 bis 1999 war er zudem Mitglied des Sparkassenrats der Steiermärkischen Sparkasse in Graz. Weiters war er über einen Zeitraum von 30 Jahren (ab 1975) Obmann der Grazer Juristischen Gesellschaft und wurde zu deren Ehrenmitglied ernannt. Am 27. April 1995 erfolgte seine Ernennung zum Bürger der Stadt Graz.
Am 4. Dezember 2016 starb Wünsch unerwartet im Alter von 82 Jahren in seiner Heimatstadt.

## Ehrungen
- 1965: Theodor-Körner-Preis
- 1968: Kardinal-Innitzer-Preis
- 1981: Österreichisches Ehrenkreuz für Wissenschaft und Kunst I. Klasse
- 27. April 1995: Ernennung zum „Bürger der Stadt Graz“